# گرنزی (جزیره)
گرنزی (به انگلیسی: Guernsey) جزیره ای در کانال مانش و خلیج نرماندی است. که حدوداً در شمال سن-مالو، غرب جرزی و شبه‌جزیره کاتنتین واقع شده‌است و به همراه چندین جزیره کوچکتر قلمرو پیشکاری گرنزی از جزایر وابسته به تاج و تخت بریتانیا را تشکیل داده‌اند. نظام قضایی از ده بخش در جزیره گرنزی، سه جزیره مسکونی دیگر(هرم، ژتو و لیو) و بسیاری از جزایر کوچک و صخره‌ها تشکیل شده‌است.